# Обязательное страхование гражданской ответственности владельцев транспортных средств
Обязательное страхование гражданской ответственности владельцев транспортных средств (сокр. ОСАГО — обязательное страхование автогражданской ответственности) — вид страхования ответственности, возникший в США в 1920-х годах и получивший очень широкое распространение в 1940—1950-х годах в Европе (а позже — и в остальном мире), при котором объектом страхования являются имущественные интересы, связанные с риском гражданской ответственности владельца транспортного средства по обязательствам, возникающим вследствие причинения вреда жизни, здоровью или имуществу потерпевших при использовании транспортного средства. ОСАГО вводилось во всех странах как социальная мера, направленная на создание финансовых гарантий возмещения ущерба, причинённого владельцами транспортных средств и как финансовый инструмент повышения безопасности дорожного движения. Подобное страхование действует во многих странах мира, а также в рамках транснациональных соглашений — например, «зелёная карта».
В СССР идея введения этого закона обсуждалась в 1960-х годах, но тогда от внедрения такого страхования было решено воздержаться. Вернулись к разработке этого закона в 1993—1994 годах, когда в Государственную Думу стали поступать различные версии соответствующего законопроекта. Финальный этап разработки закона пришёлся на 2000—2002 годы. В 2000 году законопроект в первом чтении был рассмотрен Государственной думой. Окончательно ОСАГО пришло в Россию 1 июля 2003 года со вступлением в силу Федерального закона № 40-ФЗ от 25 апреля 2002 года «Об обязательном страховании гражданской ответственности владельцев транспортных средств».
С 1 июля 2015 года автовладельцы смогут оформить полис ОСАГО через интернет и распечатать его на принтере. Данное постановление было подписано Дмитрием Медведевым, текст документа размещён в «Российской газете».

## Субъекты ОСАГО
- Страховщики — страховые организации, которые вправе осуществлять обязательное страхование гражданской ответственности владельцев транспортных средств в соответствии с разрешением (лицензией), выданным федеральным органом исполнительной власти по надзору за страховой деятельностью в установленном законодательством Российской Федерации порядке. На март 2017 года таких страховщиков в России оставалось 70[8], все они являются страховыми компаниями. Еще 150 компаний в разное время были исключены из системы ОСАГО (исключены из РСА, добровольно сдали лицензию на ОСАГО или их лицензии были отозваны)[9].
- Страхователи — лица, заключившие со страховщиком договор обязательного страхования. Так как контроль за наличием страхового полиса и его действительностью предусмотрен на многих стадиях использования автотранспорта, охват страхового поля здесь приближается к 100 %. Исключения могут составлять лица, не успевшие перезаключить договор страхования и нарушители, подделывающие страховые полисы.
- Выгодоприобретатели — третьи лица, которым был причинён ущерб в автомобильной аварии.
- Страховые посредники — агенты и брокеры.
- Профессиональное объединение страховщиков — Российский Союз Автостраховщиков (РСА), аккумулирующий средства резервов гарантий и текущих компенсационных выплат и осуществляющий компенсационные выплаты.

Государственное регулирование ОСАГО осуществляет Правительство России, Министерство финансов Российской Федерации и Банк России, являющийся с 1 сентября 2013 года органом страхового надзора. С 4 марта 2011 года государственный страховой надзор осуществляла ФСФР, с 9 марта 2004 года — ФССН, еще ранее — Департамент страхового надзора Минфина РФ. Часть контрольных функций передана РСА как профессиональному объединению субъектов страхового дела страховщиков ОСАГО. Также заявлена функция РСА по защите прав страхователей, выполнение которой зачастую вызывает нарекания.

## Тарифы
Страховые тарифы по ОСАГО регулируются Банком России (до 2015 года устанавливались Правительством Российской Федерации). Впервые они были установлены Постановлением Правительства Российской Федерации от 7 мая 2003 года № 264. Впоследствии их несколько раз корректировали, однако абсолютная величина базового страхового тарифа для большинства транспортных средств оставалась неизменной. В марте 2009 года были изменены повышающие коэффициенты, в июле 2011 года принято Постановление Правительства от № 574, что привело к росту тарифов для ряда автовладельцев.
Ещё один пакет изменений в тарифах был введён Указанием Банка России от 19 сентября 2014 года № 3384-У
после принятия Федерального закона от 21 июля 2014 года № 223-ФЗ
При расчёте страхового тарифа базовая ставка умножается на некоторый набор поправочных коэффициентов. На итоговый размер страховой премии влияют мощность двигателя автомобиля, регион, в котором проживает (зарегистрирован) его собственник, количество водителей, их возраст, стаж, страховая история (наличие или отсутствие страховых случаев в прошлые годы). Повышающие коэффициенты, установленные для водителей в возрасте до 22 лет, или со стажем вождения до 3 лет, увеличивают размер страховой премии до 80 %.
Проверить правильность расчёта тарифов можно с помощью калькулятора на сайте РСА.
Полный набор коэффициентов применяется не всегда. Например, при страховании на период следования к месту регистрации и для временного использования в России транспортных средств, зарегистрированных за рубежом, применяется сокращённый набор коэффициентов.

## Финансы
Брутто-премия по ОСАГО распределяется в следующих долях:
- нетто-премия (77 %),
- отчисления в резерв гарантий (2 %),
- отчисления в резерв компенсационных выплат (1 %),
- расходы на осуществление страхования (20 %), в которые включается агентская комиссия.

ОСАГО является важным видом страхования. По нему в 2004 году собиралось 13,1 % от всех страховых премий (кроме обязательного медицинского страхования и государственного социального страхования), в 2009 году — 16,7 %, а в 2014 году — 15,3 % . В тех регионах, где страховой бизнес развит мало, доля ОСАГО существенно выше среднероссийских значений (например, в Магаданской области, в 2014 году это 31,3 %).
В резервах Российского союза автостраховщиков на 1 января 2006 года находилось 3632 миллиона рублей, а на 1 января 2007 года находилось 5343 миллиона рублей.
| Показатель, по данным РСА                              | 2003 (июль-декабрь) | 2004   | 2005   | 2006   | 2007   | 2008   | 2009   | 2010   | 2011    | 2012    | 2013    | 2014    | 2015    |
| ------------------------------------------------------ | ------------------- | ------ | ------ | ------ | ------ | ------ | ------ | ------ | ------- | ------- | ------- | ------- | ------- |
| Премии, млн руб.                                       | 25 349              | 49 428 | 54 169 | 63 805 | 72 409 | 80 444 | 85 888 | 92 726 | 106 943 | 121 266 | 135 190 | 150 372 | 220 200 |
| Выплаты, млн руб.                                      | 1192                | 18 522 | 26 409 | 31 694 | 39 297 | 45 683 | 48 602 | 54 392 | 57 059  | 62 166  | 78 193  | 89 079  | 121 998 |
| Коэффициент выплат                                     | 4,7 %               | 37,5 % | 48,8 % | 49,6%  | 54,3 % | 56,8 % | 56,6 % | 58,7 % | 53,4 %  | 51,3 %  | 57,8 %  | 59,2 %  | 55,4 %  |
| Средняя премия, руб.                                   | 1953                | 1882   | 1882   | 2048   |        |        |        |        |         |         |         |         |         |
| Средняя выплата, руб.                                  | 20 806              | 20 792 | 23 153 | 22 406 |        |        |        |        |         |         |         |         |         |
| Число заявленных страховых случаев, тыс.               | 95                  | 1025   | 1205   | 1483   |        |        |        |        |         |         |         |         |         |
| Число урегулированных страховых случаев (выплат), тыс. | 57                  | 891    | 1141   | 1415   |        |        |        |        |         |         |         |         |         |
| Доля урегулированных случаев в заявленных              | 60 %                | 87 %   | 95 %   | 95 %   |        |        |        |        |         |         |         |         |         |

Коэффициент выплат (отношение оплаченных убытков к собранным страховым премиям) по ОСАГО по данным ФССН колеблется от 50 до 75 % (эти данные не учитывают компенсационные выплаты РСА, с их учётом коэффициент выплат доходил до 90 %). Заметное снижение этого показателя произошло в 2011 году после введения новых страховых лимитов и тарифов.

## Порядок осуществления страхового возмещения и контроль за его соблюдением
Изначально закон об ОСАГО предусматривал только один способ организации выплат: потерпевшая сторона обращалась к страховщику лица, причинившего вред. Такая организация выплат возможна ввиду того, что страховщики ОСАГО должны иметь свои офисы либо представителей во всех регионах страны.
Однако, согласно поправкам в закон об ОСАГО от 1 декабря 2007 года, с 1 марта 2009 года начало действовать прямое возмещение убытков. При такой организации выплат застрахованный потерпевший может обращаться за выплатами к своему страховщику, если вред нанесён только имуществу и если оба участника ДТП застрахованы по ОСАГО.
11 июня 2008 года Госдумой был принят закон «О внесении изменений в ст. 3 федерального закона „О внесении изменений в федеральный закон «Об обязательном страховании гражданской ответственности владельцев транспортных средств»“ и ст. 2 федерального закона „О внесении изменений и дополнений в закон РФ «Об организации страхового дела в РФ»“ и признании утратившими силу некоторых законодательных актов РФ», согласно которому прямое возмещение убытков перенесено на март 2009 года.
В октябре 2009 года президиум Российского союза автостраховщиков принял новую редакцию «Соглашения о прямом возмещении убытков», согласно которому с 1 ноября 2009 года правило прямого возмещения убытков действует применительно ко всем полисам ОСАГО, когда бы они ни были выданы (до этого правило действовало лишь в отношении полисов, купленных после 1 марта 2009 года). Однако правило не распространяется на ДТП, произошедшие до 1 марта 2009 года.
Ещё на этапе обсуждения возможности прямого возмещения убытков были выявлены проблемы такой организации выплат:
- налогообложение выплат страховщиком потерпевшего и признание их страховыми,
- организация расчётов между страховщиками при их немалом числе.

В марте 2017 года вступили в силу поправки в закон об ОСАГО, установившие приоритет натуральной формы возмещения вреда, причинённого транспортному средству потерпевшего. Натуральная форма возмещения вреда (возмещение причинённого вреда в натуре) предполагает организацию страховщиком ОСАГО восстановительного ремонта транспортного средства. Федеральным законом определяются требования к организации восстановительного ремонта, к которым в том числе отнесены: срок проведения ремонта повреждённого транспортного средства (не более 30 рабочих дней со дня представления потерпевшим транспортного средства на станцию технического обслуживания); критерии доступности для потерпевшего места проведения ремонта повреждённого транспортного средства; требование по сохранению гарантийных обязательств производителя транспортного средства. При этом при проведении ремонта не допускается использование бывших в употреблении или восстановленных комплектующих изделий (деталей, узлов, агрегатов). Иное может быть определено соглашением страховщика и потерпевшего. Согласно Федеральному закону восстановительный ремонт транспортного средства производится на станциях технического обслуживания, с которыми у страховщика заключены договоры на проведение восстановительного ремонта и которые соответствуют установленным правилами обязательного страхования требованиям к организации восстановительного ремонта в отношении конкретного потерпевшего. Если ни одна из станций технического обслуживания не соответствует указанным требованиям, страховщик вправе выдать потерпевшему (с его согласия) направление на одну из таких станций, а в случае отсутствия согласия — произвести возмещение вреда потерпевшему в форме страховой выплаты. При наличии согласия страховщика потерпевший вправе самостоятельно организовать проведение восстановительного ремонта своего транспортного средства на станции технического обслуживания, с которой у страховщика отсутствует договор на организацию восстановительного ремонта. Изменение объёма работ по восстановительному ремонту повреждённого транспортного средства, срока и условий его проведения должно быть согласовано станцией технического обслуживания со страховщиком и потерпевшим. За нарушение предельного срока осуществления восстановительного ремонта транспортного средства страховщик (помимо возможного применения к нему Банком России иных санкций) за каждый день просрочки уплачивает потерпевшему неустойку (пеню) в размере 0,5 % от определённой в соответствии с Федеральным законом суммы страхового возмещения, но не более суммы такого возмещения. Устранение недостатков восстановительного ремонта повреждённого транспортного средства по письменному соглашению между страховщиком и потерпевшим может осуществляться как в натуральной, так и в денежной форме. Ответственность за несоблюдение станцией технического обслуживания срока передачи потерпевшему отремонтированного транспортного средства, а также за нарушение иных обязательств по восстановительному ремонту транспортного средства потерпевшего несёт страховщик. Федеральным законом устанавливается исчерпывающий перечень случаев, когда страховщик осуществляет страховую выплату (в частности: полная гибель транспортного средства; смерть потерпевшего; наличие соглашения в письменной форме между страховщиком и потерпевшим о такой форме страхового возмещения; наличие у потерпевшего инвалидности; стоимость восстановительного ремонта повреждённого транспортного средства превышает установленную Федеральным законом страховую сумму или максимальный размер возмещения, установленный для случаев оформления документов о ДТП без участия сотрудников полиции). С 25 сентября 2017 года схема прямого возмещения убытков (при которой потерпевший может обратиться за выплатой не к страховщику ОСАГО виновника ДТП, а к своему страховщику, с которым у него есть действующий договор страхования ОСАГО) будет действовать при ДТП с двумя и более участниками. Согласно статье 12 закона об ОСАГО, контроль за соблюдением страховщиками порядка осуществления страхового возмещения осуществляет Банк России.

## Компенсационные выплаты
РСА производит компенсационные выплаты в случае нанесения вреда жизни или здоровью потерпевшего, если выплата страхового возмещения не может быть осуществлена страховщиком ОСАГО вследствие:
- отзыва лицензии, применения к страховщику процедуры банкротства;
- неизвестности лица, ответственного за причинённый потерпевшему вред;
- отсутствия договора ОСАГО у причинившего вред лица.

Также в случае причинения вреда имуществу потерпевшего — вследствие отзыва у страховщика лицензии либо применения к нему процедуры банкротства.
Предельный размер компенсационных выплат такой же, как и страховая сумма по ОСАГО. Они уменьшаются на сумму частичного возмещения вреда, произведённого страховщиком и ответственным за причинённый вред.
При этом компенсационные выплаты вследствие отзыва лицензии, применения к страховщику процедуры банкротства осуществляются из средств резерва гарантий, а остальные — из средств резерва текущих компенсационных выплат.

## Размеры выплат
Согласно закону об ОСАГО, страховая сумма, в пределах которой страховщик при наступлении каждого страхового случая обязан возместить потерпевшим причинённый вред, составляет:
1. в части возмещения вреда, причинённого жизни или здоровью каждого потерпевшего, не более 500 тысяч рублей (до введения Федерального закона № 306-ФЗ от 01.12.2007, эта величина ограничивалась 240 тысячами рублей на нескольких потерпевших);
2. в части возмещения вреда, причинённого имуществу нескольких потерпевших, не более 400 тысяч рублей;
3. в части возмещения вреда, причинённого имуществу одного потерпевшего, не более 400 тысяч рублей.

При этом размер страховой выплаты за причинение вреда жизни потерпевшего составляет:
1. 135 тысяч рублей — лицам, имеющим право на возмещение вреда в случае смерти потерпевшего (кормильца);
2. не более 25 тысяч рублей на возмещение расходов на погребение — лицам, понёсшим эти расходы.

В иных случаях размер страховой выплаты рассчитывается как в других видах страхования.
Начиная с 1 октября 2014 года максимальная выплата по ДТП, оформляемым без участия сотрудников полиции («европротокол») увеличена до 400 тыс. руб. для четырёх регионов:
- г. Москва;
- г. Санкт-Петербург;
- Московская область;
- Ленинградская область.

В остальных регионах РФ лимит выплат по «европротоколу» поднимется до 400 тыс. руб. до 2019 года.

## Реформа ОСАГО 2014 года
В июле 2014 года Государственная Дума приняла законопроект, который содержал объёмный пакет поправок в закон об ОСАГО. До конца июля того же года законопроект был одобрен Советом Федерации, подписан президентом и с 1 сентября вступил в силу.
Ключевыми изменениями стали:
- исключение из состава страхуемых транспортных средств всех видов прицепов, за исключением принадлежащих гражданам прицепов к легковым автомобилям (ранее на все грузовые прицепы оформлялся отдельный полис ОСАГО, после вступления поправок в силу пометка о наличии прицепа стала проставляться в полис ОСАГО на буксирующий автомобиль);
- передача регулирования страховых тарифов по ОСАГО Банку России;
- уточнение порядка возврата страховой премии при расторжении договора ОСАГО;
- уточнение процедуры оформления документов о ДТП без участия сотрудников полиции («европротокол»).

## Закон об ОСАГО редакция 2018 года
1 июня 2018 года вступили в силу новые поправки к закону от ОСАГО.
Ключевыми изменениями, внесенным в закон об ОСАГО в 2017—2018 годах стали:
- корректировка сроков осмотра представителями страховых компаний повреждённого автомобиля;
- запрет на независимую экспертизу, которая зачастую проводилась в пользу одной из сторон;
- увеличение с пяти до десяти дней сроков рассмотрения любых претензий владельцев транспортных средств, предъявляемых к страховым компаниям;
- увеличение минимального срока действия договора ОСАГО до одного года;
- разрешение страховщикам устанавливать стоимость полиса ОСАГО на 30 % ниже или выше базового тарифа (с 1 сентября 2019 года по 1 сентября 2020 года);
- разрешение страховщикам устанавливать стоимость полиса ОСАГО на 40 % ниже или выше базовых тарифов ЦБ (с 1 сентября 2020 года);
- увеличение лимита страховых выплат по ОСАГО по «европротоколу» до 100 тыс. рублей;
- введение натурального возмещения по ОСАГО[22][23].

Выплата возмещения в денежной форме производится в следующих случаях:
- счёт СТО превышает лимит в 400 тыс. рублей, а страхователь не желает доплачивать разницу из своего кармана;
- при высоких рисках нарушения сроков ремонта (30 дней);
- в случае невозможности восстановления аварийного транспортного средства;
- при наличии дополнительных письменных соглашений на этот счёт между страхователем и страховщиком[22][23].

## Электронные сервисы ОСАГО
Во II квартале 2025 года на портале «Госуслуги» планируется запуск системы уведомлений о скором истечении срока действия полиса ОСАГО. Согласно информации «Национальной страховой информационной системы» (НСИС), уведомления будут направляться владельцам автомобилей трижды: за месяц, за три дня и в день окончания срока действия полиса. В сообщении будут содержаться сведения из текущего договора ОСАГО, а также напоминание о необходимости его продления.
Кроме того, НСИС планирует отправлять уведомления при заключении новых договоров ОСАГО. В этих оповещениях будет представлена информация из действующего полиса, что позволит владельцам автомобилей сверять данные и при необходимости вносить исправления.
С 1 марта 2025 года в тестовом режиме начнется проверка наличия полисов ОСАГО с использованием дорожных камер. В пяти регионах России (Москва, Свердловская и Волгоградская области, Казань и Калининградская область) рассматривается возможность досрочного перехода от режима уведомлений к наложению штрафов.
Ранее, 25 декабря 2024 года, сообщалось, что эксперимент по автоматической проверке полисов ОСАГО с помощью камер был рассчитан на один год. Однако в случае успешной работы системы и отсутствия жалоб введение штрафов может начаться до конца 2025 года.

## Присоединение Белоруссии к системе ОСАГО
13 августа 2024 года правительство внесло в Госдуму законопроект о создании единой системы ОСАГО для России и Белоруссии. Согласно документу, выдавать полисы смогут страховые компании обеих стран. Накануне внесения законопроекта премьер России Михаил Мишустин, анонсируя распространение действия ОСАГО на Белоруссию, заявил, что новые правила начнут действовать с 1 октября 2024 года.

## Индивидуализация тарифов ОСАГО
25 мая 2020 года президент РФ Владимир Путин подписал закон об индивидуализации тарифов ОСАГО. Документ, в частности, даёт возможность страховщикам учитывать в цене полиса грубые нарушения ПДД, а также предоставлять страхователям скидки с учетом их личностных характеристик. Также, согласно закону, в условиях пандемии коронавируса COVID-19 с 1 марта до 30 сентября 2020 года новый полис ОСАГО можно будет оформить без прохождения техосмотра. Документ был внесен в Госдуму группой депутатов во главе с председателем комитета по финансовому рынку Анатолием Аксаковым («Справедливая Россия»). Контроль за правильностью расчета страховых премий по договорам ОСАГО осуществляет Банк России. Также ЦБ устанавливает критерии, применение которых не допускается.

## Жалобы на ОСАГО
Жалобы страхователей на действия страховщиков ОСАГО поступают в Банк России и в Службу финансового уполномоченного. Банк России регулярно публикует рэнкинг страховщиков по уровню жалоб страхователей. Очередной рэнкинг по итогам 2022 года, включающий все компании, страхующие ОСАГО, вышел летом 2023.

### Рэнкинг страховщиков по уровню жалоб страхователей (2023 год)
| Страховая компания                | Индикатор потребительского риска (количество жалоб на 10 000 заключенных договоров) |
| «Спасские ворота»                 | 1,54281                                                                             |
| «Росгосстрах»                     | 0,79014                                                                             |
| «Согласие»                        | 0,72765                                                                             |
| «Пари»                            | 0,68773                                                                             |
| «Армеец»                          | 0,68099                                                                             |
| «Страховая бизнес группа»         | 0,62292                                                                             |
| «МАКС»                            | 0,4079                                                                              |
| «Энергогарант»                    | 0,38754                                                                             |
| «Ренессанс Страхование»           | 0,37053                                                                             |
| «Сбербанк страхование»            | 0,34788                                                                             |
| «Адонис»                          | 0,34672                                                                             |
| «Талисман»                        | 0,30744                                                                             |
| «Гелиос»                          | 0,28947                                                                             |
| «Объединенная страховая компания» | 0,26611                                                                             |
| «Совкомбанк страхование»          | 0,25439                                                                             |
| «БАСК»                            | 0,25396                                                                             |
| «Тинькофф Страхование»            | 0,24762                                                                             |
| «Чулпан»                          | 0,2222                                                                              |
| «АльфаСтрахование»                | 0,21439                                                                             |
| «ВСК»                             | 0,18665                                                                             |
| «Югория»                          | 0,16976                                                                             |
| «Евроинс»                         | 0,1625                                                                              |
| «Зетта Страхование»               | 0,14956                                                                             |
| «Ингосстрах»                      | 0,13869                                                                             |
| «Абсолют Страхование»             | 0,1382                                                                              |
| «Двадцать первый век»             | 0,12496                                                                             |
| «Боровицкое страховое общество»   | 0,11324                                                                             |
| «Согаз»                           | 0,08426                                                                             |
| «Гайде»                           | 0,05797                                                                             |
| «РЕСО-Гарантия»                   | 0,04285                                                                             |
| «Астро-Волга»                     | 0,03777                                                                             |
| «Паритет-СК»                      | 0                                                                                   |
| «Медэкспресс»                     | 0                                                                                   |
| --------------------------------- | ----------------------------------------------------------------------------------- |

## Социальная напряжённость, вызванная введением ОСАГО
Обязательность этого вида страхования вызвала массу противоречий в обществе. Самым ярким информационным поводом, привлёкшим внимание к несогласию с этим законом, было дело о проверке конституционности Федерального Закона «Об обязательном страховании гражданской ответственности владельцев транспортных средств» в связи с запросами Государственного Собрания — Эл Курултай Республики Алтай, Волгоградской Областной Думы, группы депутатов Государственной Думы Российской Федерации и жалобой гражданина С. Н. Шевцова. Основными доводами заявителей было непозволительное ограничение свобод собственности и договора, а также то, что «плата за обязательное страхование…, обладающая всеми признаками налога, не учитывает прожиточный минимум в Российской Федерации и потому является несоразмерным финансовым обременением для большинства граждан — владельцев транспортных средств». Конституционный Суд Российской Федерации признал закон не противоречащим Конституции в целом, однако было и особое мнение против такого постановления.